# Bubbla (nyhetstjänst)
Bubbla (stiliserat bubb.la) är en svensk libertariansk nyhetsaggregator initierad av Martin Eriksson och Sofia Arkestål. Bubbla skriver inga egna artiklar utan samlar nyhets- och opinionslänkar utvalda av Bubblaredaktionen. Enligt Eriksson ska webbsidan blivit inspirerad av den amerikanska konservativa nyhetsaggregatorn Drudge Report och agera som motvikt till den, enligt Eriksson, vänstervridna svenska nyhetsbevakningen. I en gräsrotsfinansieringskampanj på Fundedbyme i augusti 2014 samlade man in 99 003 kronor och uppgav då att Bubbla skulle vara ett libertarianskt alternativ till Avpixlat och Politism, samt låta individer, marknader och öppna gränser vara i fokus. Sidan kategoriserar sina länkar under olika kategorier.

## Bubblaredaktionen
Länkarna som länkas på Bubbla väljs ut av en anonym redaktion bestående av cirka 90 ideella redaktörer. Initialt sökte man redaktörer på libertarianska webbcommunitys så som Frihetsfronten och bland organisationer så som Fria Moderata Studentförbundet, men därefter har läsare själva sökt redaktionen.

## Radio Bubbla
Martin Eriksson driver också poddradion Radio Bubbla på Soundcloud tillsammans med Boris Benulic med nyhetsanalyser av länkar från Bubbla.  Den första sändningen ägde rum 31 oktober 2014 och spelades in på kaféet Twang på Södermalm i Stockholm. 2020 gavs dikter skrivna av poeten Klot-Johan som lästs upp under en del sändningar ut i bokform: "I dag jag drömde", Cultura Aetatis ISBN 978-91-984633-8-5.